# شورزه (مقاطعة دلفان)
شورزه (بالفارسية: شورزه) هي قرية تقع في قسم كاكاوند الغربي الريفي (مقاطعة دلفان) في إيران.